# Liste von Wüsten in Afrika
Dies ist eine unvollständige Liste von Wüsten in Afrika. Über 40 % des Kontinents sind mit den Wüsten Afrikas bedeckt.

## Liste
| Name                      | Bild | Ort | Typ | Fläche (km²)                                                                                     |
| ------------------------- | ---- | --- | --- | ------------------------------------------------------------------------------------------------ |
| Arabische Wüste           |      | Sie liegt zum größten Teil in Ägypten und ist neben der Nubischen Wüste die östlichste Teilwüste der Sahara                                                             | | 220.000                                                                                          |
| Große Sandwüste von Bilma |      | Erstreckt sich in Nord-Süd-Richtung über nahezu 150 Kilometer von Bilma bis Agadem (Niger)                                                                              | Sandwüste |                                                                                                  |
| Danakil-Somalia           |      | Nordosten Afrikas | | 136.956                                                                                          |
| Erg Chebbi                |      | Marokko | |                                                                                                  |
| Erg Chech                 |      | Südwesten der algerischen Sahara, über die Grenze in den Norden von Mali und den Osten von Mauretanien                                                                  | |                                                                                                  |
| Erg Chegaga               |      | Marokko | | 150                                                                                              |
| Hammada du Draa           |      | Felsplateau in der Sahara-Provinz Tindouf im äußersten Westen Algeriens                                                                                                 | Stein- und Felswüste |                                                                                                  |
| Hammada du Guir           |      | Felsplateau in der Sahara-Provinz Bechar im südwestlichen Algerien | Stein- und Felswüste |                                                                                                  |
| Kalahari                  |      | Am südlichen Wendekreis, reicht von der südafrikanischen Provinz Nordkap durch Namibia und Botswana                                                                     | Dornstrauchsavanne, teilweise auch Trockensavanne, wird aber gelegentlich wegen des vorherrschenden Sandes als Wüste bezeichnet | über eine Million                                                                                |
| Karoo                     |      | Hochebenen des Landes Südafrika, nördlich der Großen Randstufe und im südlichen Namibia                                                                                 | Halbwüstenlandschaft | 500.000                                                                                          |
| Knersvlakte               |      | Südafrika | Halbwüste |                                                                                                  |
| Libysche Wüste            |      | Libyen, in Ägypten und im Sudan, Teil der Sahara | Sand-, Geröll- und Felswüste | 17 % der Sahara (1,5 zu 9 Millionen)                                                             |
| Namib                     |      | Befindet sich in Namibia und Angola und enthält die Nationalparks Namib-Naukluft, Tsau-ǁKhaeb-(Sperrgebiet) und Skelettküste                                            | Küstenwüste | 81.000                                                                                           |
| Nubische Wüste            |      | Nordafrika, bildet zusammen mit der Arabischen Wüste die östlichste Teilwüste der Sahara                                                                                | | 400.000                                                                                          |
| Östlicher Großer Erg      |      | Nordalgerien, der nordöstliche Teil des Ergs erstreckt sich nach Tunesien                                                                                               | |                                                                                                  |
| Qattara-Senke             |      | Senke der Libyschen Wüste in Ägypten, liegt in dessen nordwestlichem Gouvernement Matruh                                                                                | | 18.000                                                                                           |
| Sahara                    |      | Afrikanische Atlantikküste bis zur Küste des Roten Meeres | Trockenwüste | 9,2 Millionen (knapp die Fläche der gesamten USA oder etwa das 26-fache der Fläche Deutschlands) |
| Setjet                    |      | altägyptische Bezeichnung für die Wüstengebiete, die östlich von Retjenu auf der Sinai-Halbinsel oder dahinter lagen                                                    | |                                                                                                  |
| Sketische Wüste           |      | Wüstental (Wadi), das als Ausläufer der Sahara (Libysche Wüste) etwa 100 km südöstlich der ägyptischen Hafenstadt Alexandria und südwestlich des Nildeltas liegt        | |                                                                                                  |
| Talak                     |      | Niger | Sandwüste | 100.000                                                                                          |
| Ténéré                    |      | In der südlichen Sahara im Norden Nigers gelegen. | Sandwüste | 400.000                                                                                          |
| Weiße Wüste               |      | Ägyptischer Teil der Libyschen Wüste rund 30 Kilometer nordöstlich der Oase Farafra und 130 Kilometer südwestlich der Oase Bahariya, sowie 420 km südwestlich von Kairo | | 3010 mit einer weiteren Pufferzone von 971                                                       |
| Westlicher Großer Erg     |      | Nordalgerien | Erg, ein Sandmeer in der Sahara                                                                                                 |                                                                                                  |